# Atlas (pohoří)
Atlas (arabsky جبال أطلس, Džabál Atlas, kabylsky Idurar n leṭles) je pohoří v severozápadní Africe táhnoucí se v délce 2 400 km přes Maroko, Alžírsko a Tunisko dále také do tohoto pohoří spadají drobné Španělské exklávy; za jeho pomyslné prodloužení lze chápat ostrov Sicílii a italské Apeniny. K Atlasu patří i severomarocké pohoří Ríf, k němuž geologicky patří i Gibraltarská skála na Pyrenejském poloostrově. Tady na Atlas navazuje andaluská Sierra Nevada.
Atlas dal jméno Atlantskému oceánu, který se z pohledu starověkých středomořských civilizací nachází za ním.
Nejvyšší vrchol pohoří se jmenuje Džabal Tubkal (Djebel Toubkal) a má nadmořskou výšku 4 167 m, nachází se na západě Maroka. Pohoří Atlas odděluje Středozemní moře a Atlantský oceán od pouště Sahara.

## Vznik

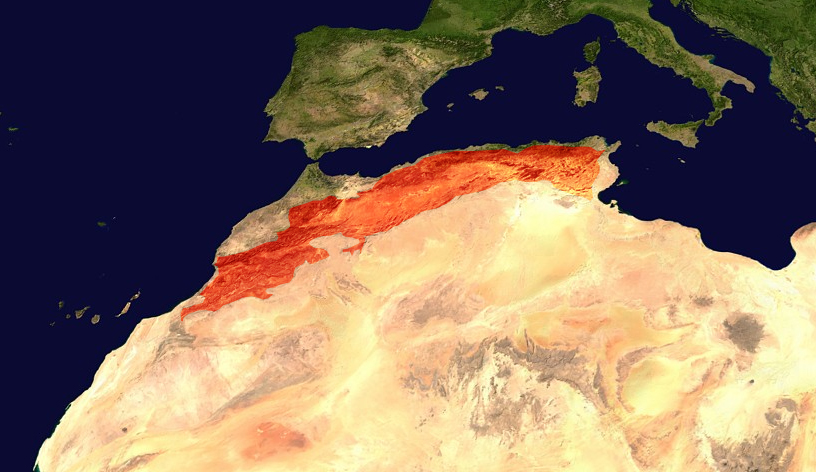
Oblast pohoří na mapě severní Afriky

Za svůj vznik Atlas vděčí alpinskému vrásnění při srážce Afriky s Evropou. Geologové proto dříve zvažovali, zda by se za evropsko-africkou hranici neměly považovat už Pyreneje, nebo naopak až Atlas. Oblast mezi těmito dvěma horskými pásmy, jakkoli je rozdělená Gibraltarskou úžinou, má totiž mnoho společného, zatímco od oblastí za zmíněnými pohořími se zřetelně liší.
Atlas nicméně nevznikl celý najednou. Africká deska je stará přes miliardu let, i když některé horotvorné procesy v ní probíhaly ještě před 300 milióny let (v prvohorách). Tehdy, při hercynském vrásnění, vznikl Antiatlas (ale také Česká vysočina nebo třeba Apalačské hory v Severní Americe). Ve druhohorách (před 65 milióny let) se vytvořil příkop mezi severoamerickou a eurasijskou, resp. africkou deskou. Vznikl Atlantský oceán a Antiatlas se od Apalačských hor oddělil.
Konečně ve třetihorách (před 65 až 1,8 milióny let) byl při srážce africké a eurasijské desky vyzvednut zbytek Atlasu (stejně jako další pohoří Alpsko-himálajského systému).

## Geomorfologické členění

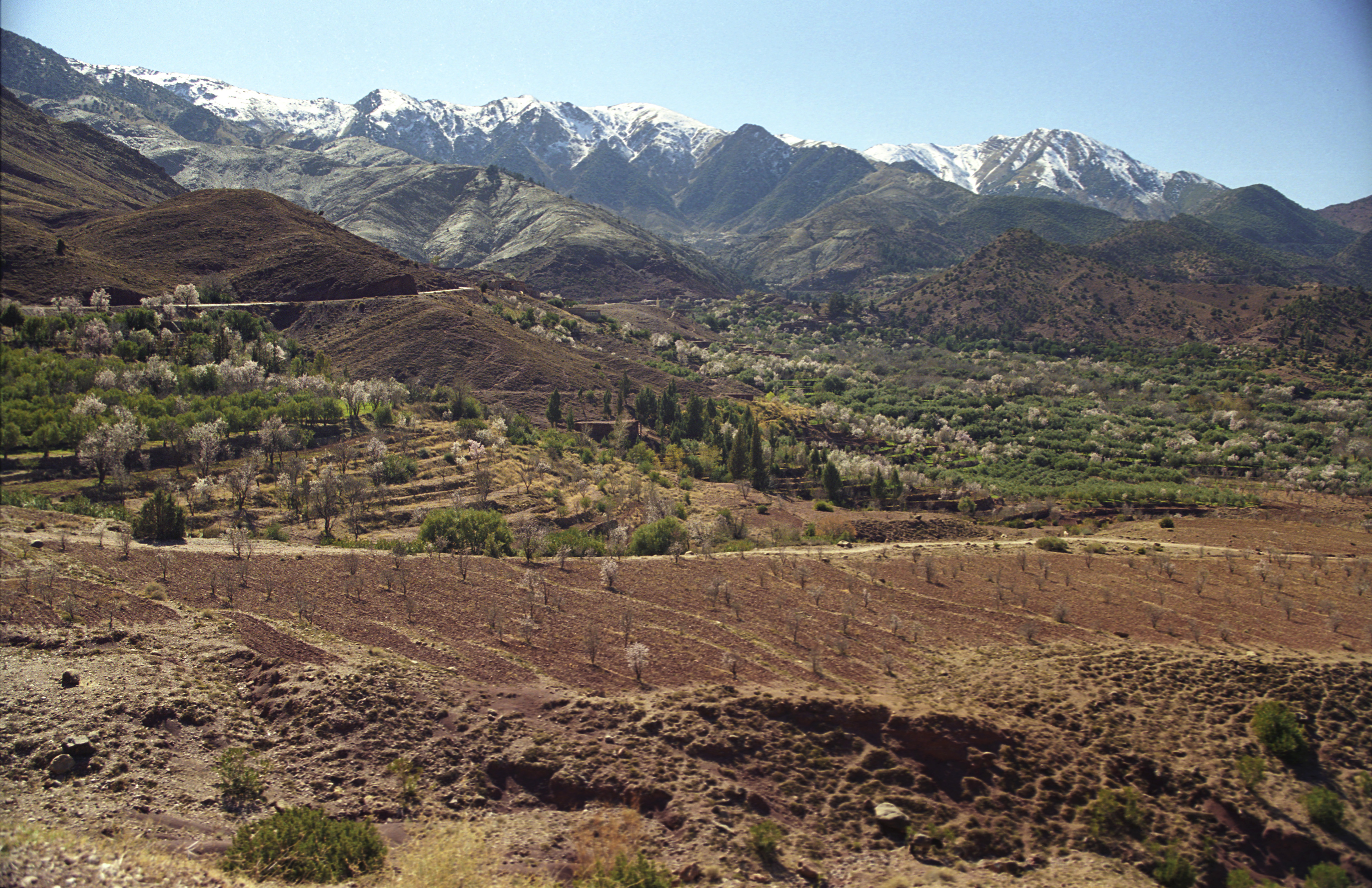
Vysoký Atlas

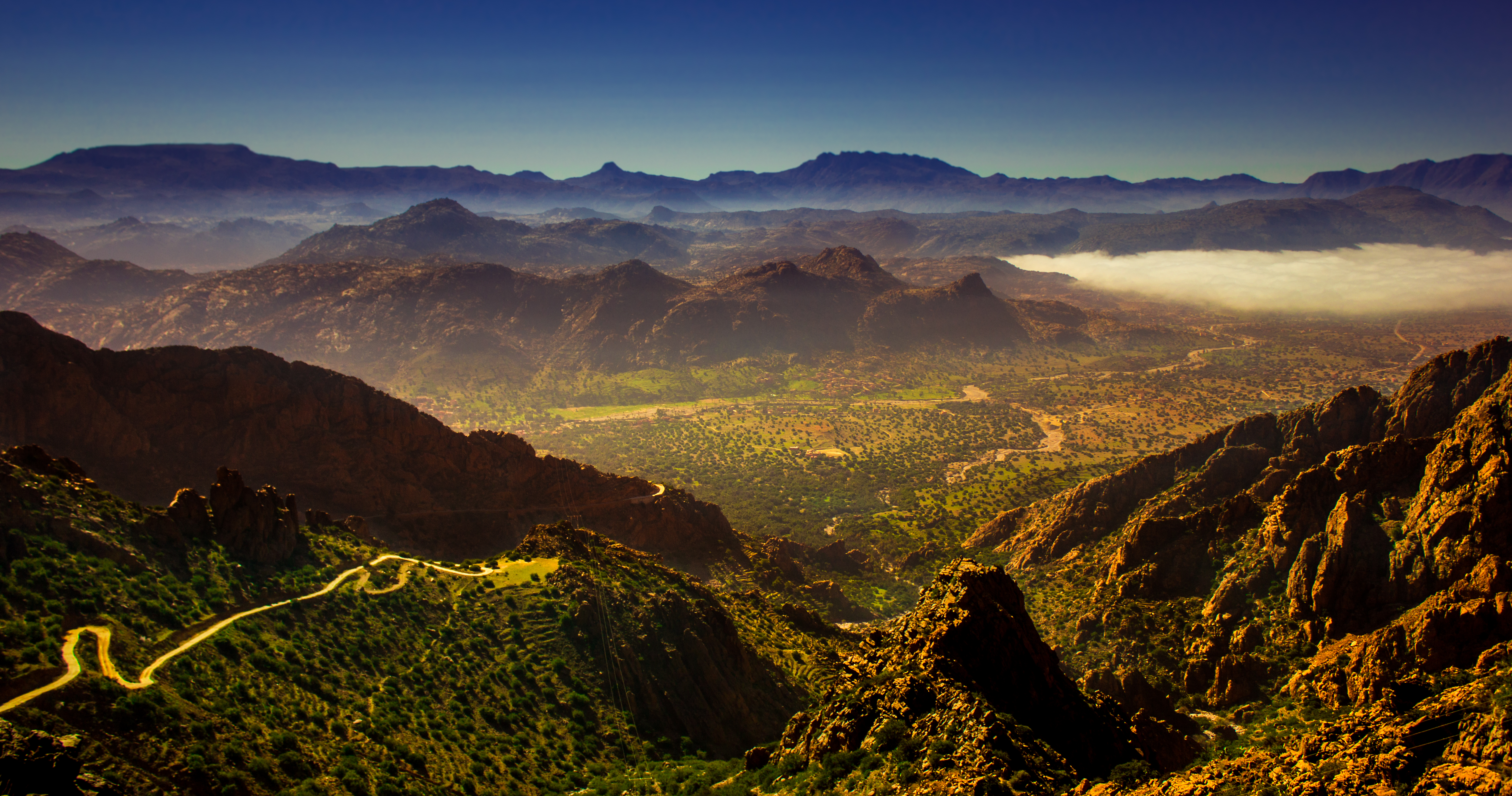
Údolí Ameln v Antiatlasu

- Pohoří Ríf a Rífské podhůří je nejsevernějším záhybem Atlaského subsystému. Táhne se podél marockého středomořského pobřeží. Západní výběžky spadají do Atlantiku, jižní do pánve Sebou. Vrcholy leží mezi 1 500 a 1 800 m. Výjimkou je střed pohoří kolem Chefchaouenu a Ketamy, který dosahuje až 2 500 m. Převažujícím podkladem je flyš.
- Atlantská pánev sousedí s pánví Sebou, Středním a Vysokým Atlasem a představuje srdce Maroka. Dělí se na 60 až 100 km širokou Pobřežní mesetu a navazující Střední mesetu, jejíž části byly vyzvednuty při horotvorných procesech před 30 až 50 milióny let. Název meseta je ze španělštiny a znamená náhorní plošinu, tabuli. Začíná u Atlantiku až stometrovým útesem, v Pobřežní mesetě lehce stoupá, ve Střední mesetě výrazněji až na 600 m.
- Střední Atlas. Jižně od Meknesu a Fezu přechází vrchovina nejdříve v tzv. Plochý Atlas a posléze ve vlastní Střední Atlas. Tato zvrásněná část je nejvíce zvednutá na východě, kde přesahuje 3 300 m. Prudký pád 700 až 800 m do údolí Mulúji je hranicí s Východomarockými náhorními stepmi.
- Vysoký Atlas je ještě mohutnější. Nejvyšší vrcholy přesahují 4 100 m a oddělují středomořské Maroko od saharského. Jeho centrální nejvyšší část pochází z prvohor, podobně jako blízký Antiatlas. Východní Vysoký Atlas je budován jurskými vápenci (169 až 190 miliónů let starými). K východu postupně klesá a přechází v Saharský Atlas, který je spojovacím článkem s alžírskou částí Atlasu.
- Předafrická brázda je hranice mezi Atlasem a Antiatlasem v údolích Dades a Sús. Geologicky je tady vlastně hranice mezi Alpsko-himálajským a Hercynským systémem, resp. Africkou deskou.
- Antiatlas už se počítá k Africké desce (tabuli), podobně jako východnější Džebel Saghro a pouštní oblasti Západní Sahary podél Atlantiku. S Vysokým Atlasem je lehce spojen jen vulkanickým masívem Džebel Sírwá. Anti-Atlas je suchý, málo vymodelovaný, dosahuje 2 100 m. Centrální část je žulová, na okrajích obklopená karbonskými vápenci, které v Džebel Sarho přecházejí v písečné sedimenty. Na jihu a jihovýchodě se sedimenty vybíhajících hor noří pod rovinu Hammada.
- Východomarocké náhorní stepi se někdy označují jako Východní meseta. Leží v průměrné výšce 1 300 m, pokračují do Alžírska. Na severu jsou ohraničeny výběžky alžírského Tell-Atlasu, na jihu částmi rovněž převážně alžírského Saharského Atlasu.
- Tell Atlas (Malý nebo také Pobřežní Atlas) je pobřežní pásmo, které v Maroku navazuje na Ríf (za údolím Mulúji) a pokračuje přes celé Alžírsko do Tuniska.
- Saharský Atlas (Velký Atlas) vede paralelně Alžírskem hlouběji ve vnitrozemí.

## Mytologie
V řecké mytologii byl Atlás Titánem, který za trest podpíral nebeskou klenbu. Když hrdina Perseus procházel Atlantovým územím, Titán ho urazil svými pochybnostmi o tom, že zabil Medusu. Perseus neváhal a ukázal mu její hlavu. Atlant na místě zkameněl a padl k zemi. Od té doby na tom místě leží pohoří Atlas.

## Fotogalerie

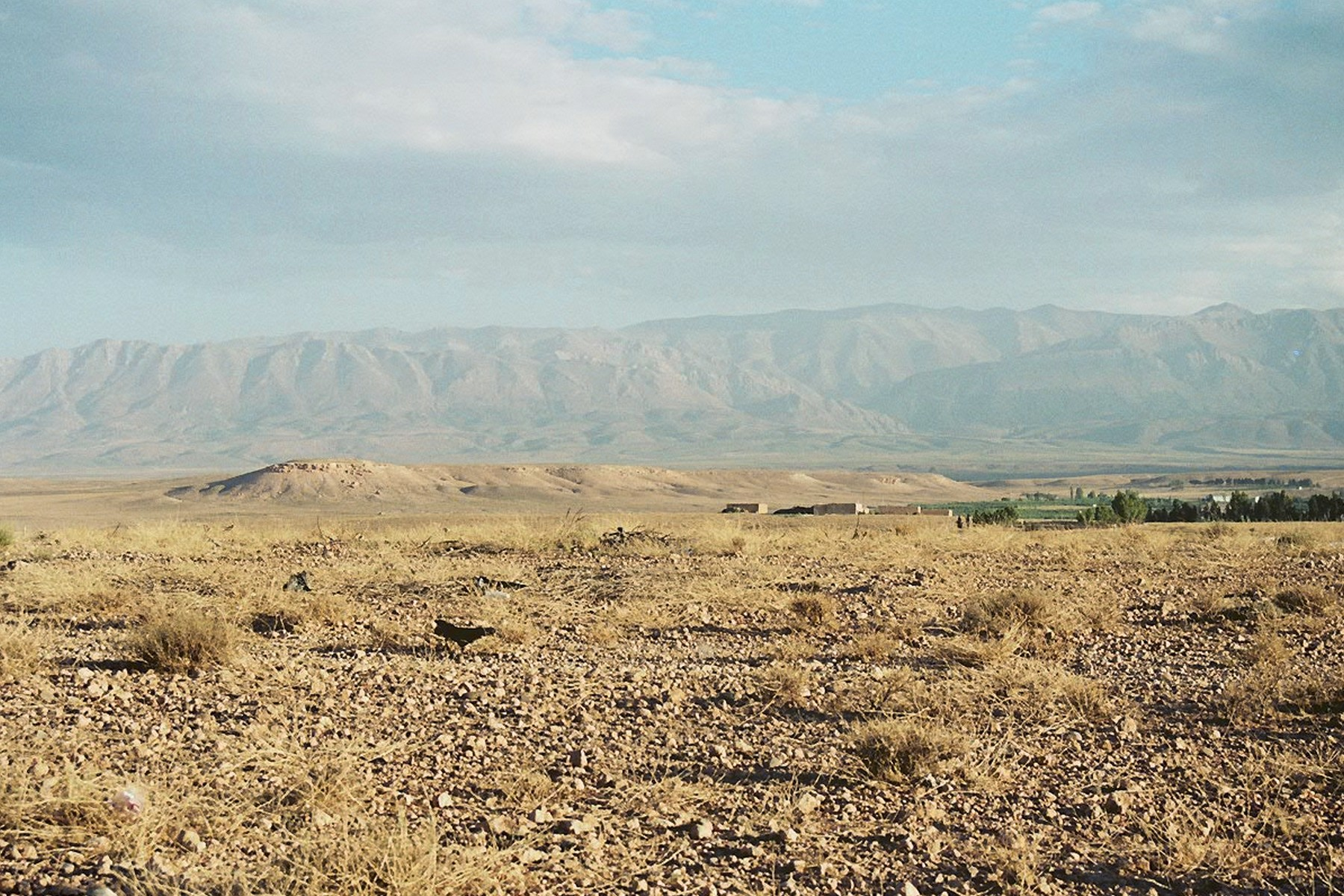
Vysoký Atlas
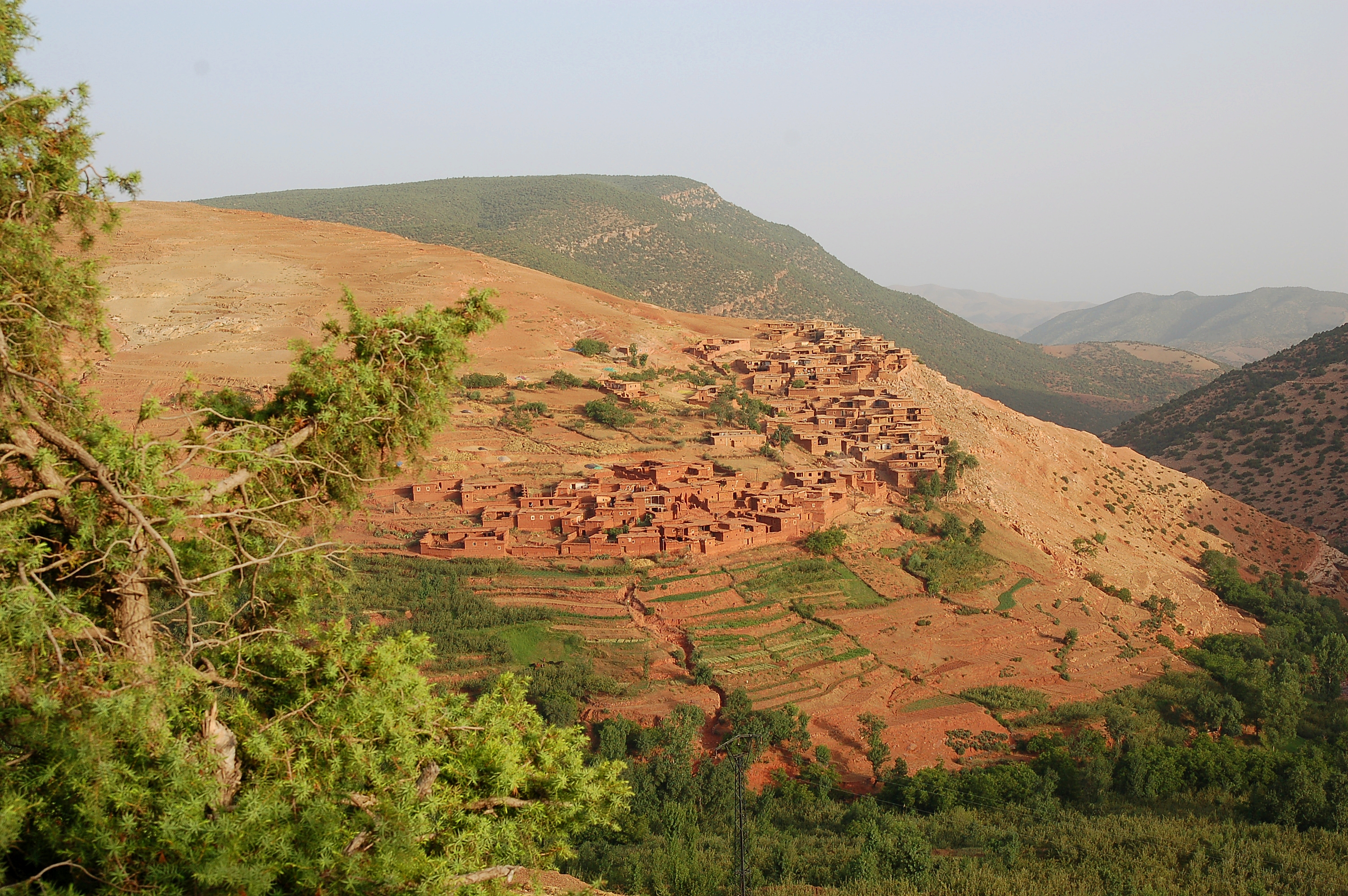
Berberská vesnice v pohoří Atlas v Maroku
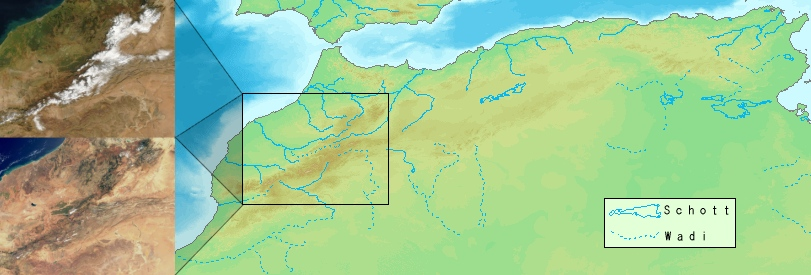
Mapa ukazující polohu pohoří Atlas